# Nhamatanda
Nhamatanda (früher Vila Machado, englisch Bambu Creek) ist eine Stadt in der mosambikanischen Provinz Sofala.

## Geographie
Nhamatanda ist Hauptstadt des Distrikts Nhamatanda und liegt an der Bahnstrecke von der Provinzhauptstadt Beira nach Harare, der Hauptstadt Simbabwes. Beira liegt 92 Kilometer südöstlich von Nhamatanda.  Die Meereshöhe beträgt 64 m.

## Bevölkerung

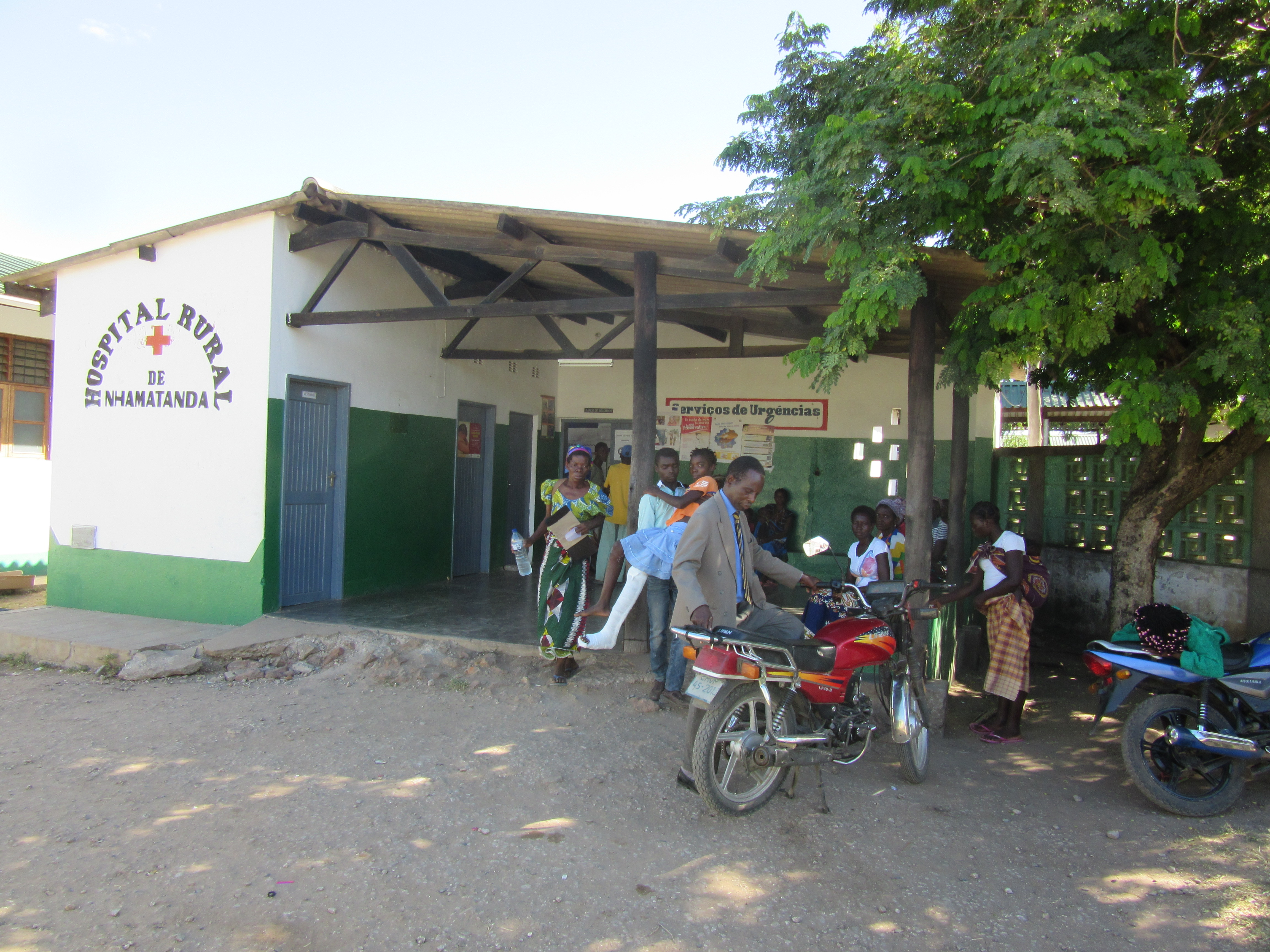
Landkrankenhaus („Hospital Rural“) von Nhamatanda

Die Stadt hat gut 20.000 Einwohner. Sie sprechen vorwiegend Chisena.

## Geschichte
Nhamatanda wurde 1898 von den Portugiesen gegründet, damals unter dem Namen Nova Fontesvila nach Marquis Fontes Pereira de Melo. In den 1920er-Jahren wurde die Stadt in Vila Machado umbenannt, nach Joaquim José Machado, dem Gouverneur Mosambiks von 1890 bis 1925. 1975, nach der Unabhängigkeit Mosambiks, erhielt die Stadt ihren heutigen Namen nach dem nahegelegenen gleichnamigen Fluss.